# Dendrobium roseiodorum
Dendrobium roseiodorum är en orkidéart som beskrevs av Sathap., T.Yukawa och Seelanan. Dendrobium roseiodorum ingår i släktet Dendrobium, och familjen orkidéer. Inga underarter finns listade i Catalogue of Life.